# Juan Marín (Politiker)

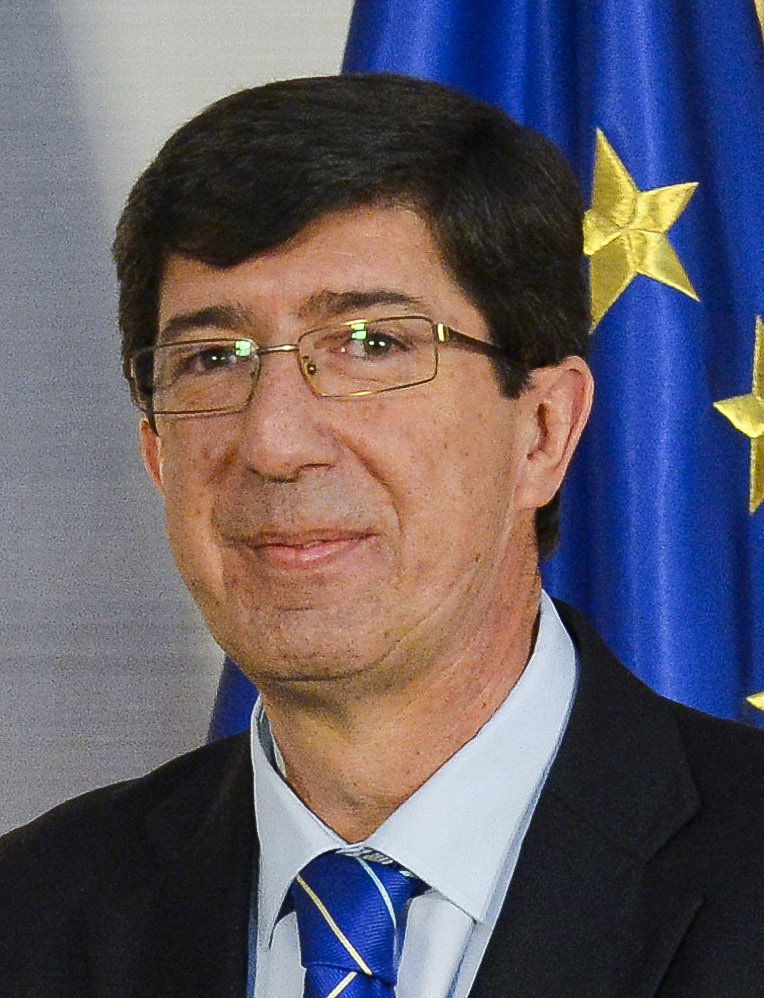
Juan Marín (2009)

Juan Antonio Marín Lozano (* 31. Dezember 1962 in Sanlúcar de Barrameda, Spanien) ist ein spanischer Unternehmer und Politiker. Er ist Parteivorsitzender der Partei Ciudadanos (Cs) in Andalusien. Er war der Kandidat der Partei für den Regionalpräsidenten bei den Regionalwahlen 2015 und 2018.